# Pozlačen bronasti Maitreja v meditaciji (narodni zaklad št. 83)
Pozlačeni bronasti Maitreja v meditaciji (korejsko 금동 미륵보살 반가상; handža 金銅彌勒菩薩半跏像) je pozlačen bronast kip, za katerega velja, da je Maitreja, bodoči Buda, v polsedečem kontemplativnem položaju. Običajno ga imenujejo kontemplativni Bodhisatva, zamišljeni Bodhisatva ali pozlačeni bronasti sedeči Maitreja. V korejščini ga pogosto imenujejo pan'gasajusang. Je narodni zaklad Koreje št. 83.
Domneva se, da je bil kip izdelan v začetku 7. stoletja. Nedavno soglasje znanstvenikov kaže, da kip verjetno izvira iz kraljestva Sila zaradi študij gub draperij, čeprav nekateri menijo, da je bil to kip iz Pekčeja. Visok je 93,5 centimetra oziroma približno 90 centimetrov, zato je še posebej dragocen, saj se je iz tistega obdobja ohranilo le malo velikih bronastih skulptur. Izdelan je iz brona in je bil nekoč pozlačen.
Kip je splošno priznan kot ena najlepših budističnih skulptur, kar jih je bilo kdaj koli izdelanih, in je mojstrovina korejske umetnosti. Zdaj je v Narodnem muzeju Koreje in je eden najbolj priljubljenih eksponatov tam.
Narodni zaklad št. 83, čeprav neprecenljiv, je zavarovan za približno 50 milijard vonov in je najdražji narodni zaklad Koreje.

## Izvor

### Pomen podobe Maitreje
Podobe Maitreje so bile priljubljena tema tako za kiparje kot za vernike v obdobju Treh kraljestev. Velika večina kipov pan'gasajusang je bila izdelana v obdobju 100 let, od konca 6. stoletja do zgodnjega obdobja Združene Sile. To prehodno obdobje je zaznamovalo veliko političnih pretresov, budizem kot celota in Maitreja pa sta igrala pomembno simbolno vlogo, ki je vodila do uveljavitve polotoka.

### Izvor poze
Bodhisatva je upodobljen sedeč na stolu z desno nogo prekrižano čez levo koleno, en prst pa nežno počiva na obrazu, na katerem je zamišljen izraz. Sama poza, ki se je prvič porodila v Indiji in se nato prenesla prek Kitajske, je povezana z dogodkom, ki se je dejansko zgodil v življenju Bude Šakjamunija pred njegovim odrekanjem, ko je bil še princ. Medtem ko je opazoval kmete pri obdelovanju polj, se je Sidarta Gautama prebudil in spoznal ciklično naravo človeškega trpljenja: Maitrejeve podobe prikazujejo držo v tem trenutku prebujenja. Položaj nog je postal značilen za bodhisatve, ne pa za Bude.

## Opis
Kip sedi na okroglem podstavku in ima desno nogo prekrižano čez levo koleno, medtem ko se desna roka figure dotika lica, leva roka pa počiva na prekrižani nogi. Ta kontemplativna poza je bila priljubljena tema budistične umetnosti, arhetip pa se je razširil iz Indije na Kitajsko in Korejo ter nato na Japonsko. Druge skupne podobnosti Maitrejevih kipov tega sloga je uporaba draperije na sedežu, na katerem figura sedi. Kitajske upodobitve draperije, na kateri sedi Maitreja, so zelo stilizirane, toge in formalizirane. Vendar pa je umetnikova upodobitev draperije na korejskem kipu tekoča in realistična, kar daje kipu iluzijo animacije. Vitko, skoraj gibčno telo figure nakazuje na vplive Pekče. Vendar pa linija mostu in oster nos figure nakazujeta na poreklo Sila. Čeprav dejanski izvor kipa še vedno ni znan, se trenutno umetnostnozgodovinsko mnenje strinja, da kip izvira iz livarne Sila zaradi draperije, upodobljene nad podstavkom, v slogu Sila.
Popolnoma proporcionalna figura in čutnost draperije nakazujeta, da je kipar to delo zasnoval na resničnem modelu. Druge figure tipa Maitreja so pogosto popačene ali stilizirane, da bi se ujemale z umetniško tradicijo, iz katere je kipar delal. Harmonija med spodnjo in zgornjo polovico kipa je primer pozornosti do detajlov in realistične proporcionalnosti. Figura ima na glavi tridelno krono, ki je zelo preprosta, za razliko od drugih del tega žanra, ki imajo zelo dovršena pokrivala. Avreola figure je že zdavnaj izgubljena, čeprav je del konstrukcije avreole ostal pritrjen na figuro. Kip je tudi goloprs, kar prispeva k preprostosti figure. Figura daje občutek mirne meditacije, a zaradi svoje drže in umetniškega oblikovanja brona še vedno izraža občutek ganljive dinamike.

## Podobna dela
Miroku bosacu v templju Korju-dži v Kjotu, ki je eden od japonskih nacionalnih zakladov, je dvojček kipa in je skoraj zagotovo korejskega izvora. Miroku je izrezljan iz rdečega bora in je morda kip, ki ga omenja Nihon Šoki in ga je kralj Sile poslal na dvor Jamato. Oba kipa imata elegantno kontemplativno držo, zelo proporcionalne figure, realistične draperije, vitka telesa in preproste tridelne krone.
Kip zaradi kontemplativne drže pogosto primerjajo z delom Augusta Rodina, Mislec.